# Діерфілд (Мічиган)
Діерфілд (англ. Deerfield) — селище (англ. village) в США, в окрузі Ленаві штату Мічиган. Населення — 901 особа (2020).

## Географія
Діерфілд розташований за координатами 41°53′24″ пн. ш. 83°46′44″ зх. д. / 41.89000° пн. ш. 83.77889° зх. д. (41.890079, -83.778956).  За даними Бюро перепису населення США в 2010 році селище мало площу 2,48 км², уся площа — суходіл.

## Демографія
Згідно з переписом 2010 року, у селищі мешкало 898 осіб у 343 домогосподарствах у складі 258 родин. Густота населення становила 362 особи/км².  Було 372 помешкання (150/км²).
Расовий склад населення:
| - 95,0 % — білих - 0,9 % — корінних американців - 0,4 % — чорних або афроамериканців - 0,1 % — азіатів |

До двох чи більше рас належало 3,1 %. Частка іспаномовних становила 4,1 % від усіх жителів.
За віковим діапазоном населення розподілялося таким чином: 26,3 % — особи молодші 18 років, 60,8 % — особи у віці 18—64 років, 12,9 % — особи у віці 65 років та старші. Медіана віку мешканця становила 38,4 року. На 100 осіб жіночої статі у селищі припадало 95,6 чоловіків;  на 100 жінок у віці від 18 років та старших — 88,6 чоловіків також старших 18 років.
Середній дохід на одне домашнє господарство  становив 77 188 доларів США (медіана — 56 875), а середній дохід на одну сім'ю — 77 748 доларів (медіана — 64 464). Медіана доходів становила 51 458 доларів для чоловіків та 36 838 доларів для жінок. За межею бідності перебувало 10,2 % осіб, у тому числі 18,8 % дітей у віці до 18 років та 7,0 % осіб у віці 65 років та старших.
Цивільне працевлаштоване населення становило 426 осіб. Основні галузі зайнятості: освіта, охорона здоров'я та соціальна допомога — 23,7 %, виробництво — 19,5 %, роздрібна торгівля — 9,6 %, будівництво — 9,6 %.